# Linnea Dale
Linnea Dale (född 22 april 1991 i Tinn Austbygd, Telemark fylke) är en norsk sångerska. Hon debuterade i den norska TV-tävlingen Idol 2007.
Linnea Dale medverkade i norska Idol 2007, där hon kom på sjunde plats. Dale medverkar på tre låtar på Donkeyboys album Caught In a Life. Den 5 februari 2010 uppträdde hon tillsammans med Donkeyboy i Skavlan i SVT.
2014 tävlade hon i Norsk Melodi Grand Prix med låten "High Hopes" där hon slutade på andra plats efter Carl Espen med "Silent Storm". "High Hopes" valdes dock av de norska tävlingsfansen att representera landet i den internationella fan-baserade OGAE Second Chance Contest 2014.

## Diskografi

### Album
- Lemoyne Street (2012)[3]
- Good Goodbyes (2014)[4]
- Wait For The Morning (2018)[5]

### EP
- Children of the Sun (2012)

### Singlar
- "And Then the Sun Comes Up" (2012)
- "A Room in a City" (2013)
- "High Hopes" (2014)

### Medverkar på (urval)
- "Sometimes" (2009) (singel med Donkeyboy)
- "Ambitions" (2009) (singel med Donkeyboy)
- Caught in a Life (2009) (album med Donkeyboy)
- Fjellblomen (2011) (album med Reidar Svare och Svermere)
- The Oslo Bowl (2013) (album med Bigbang)
- I Didn't Know (2015) (album med Suprastate)
- Pop Noir (2017) (album med Øystein Greni)